# Cabezo Redondo

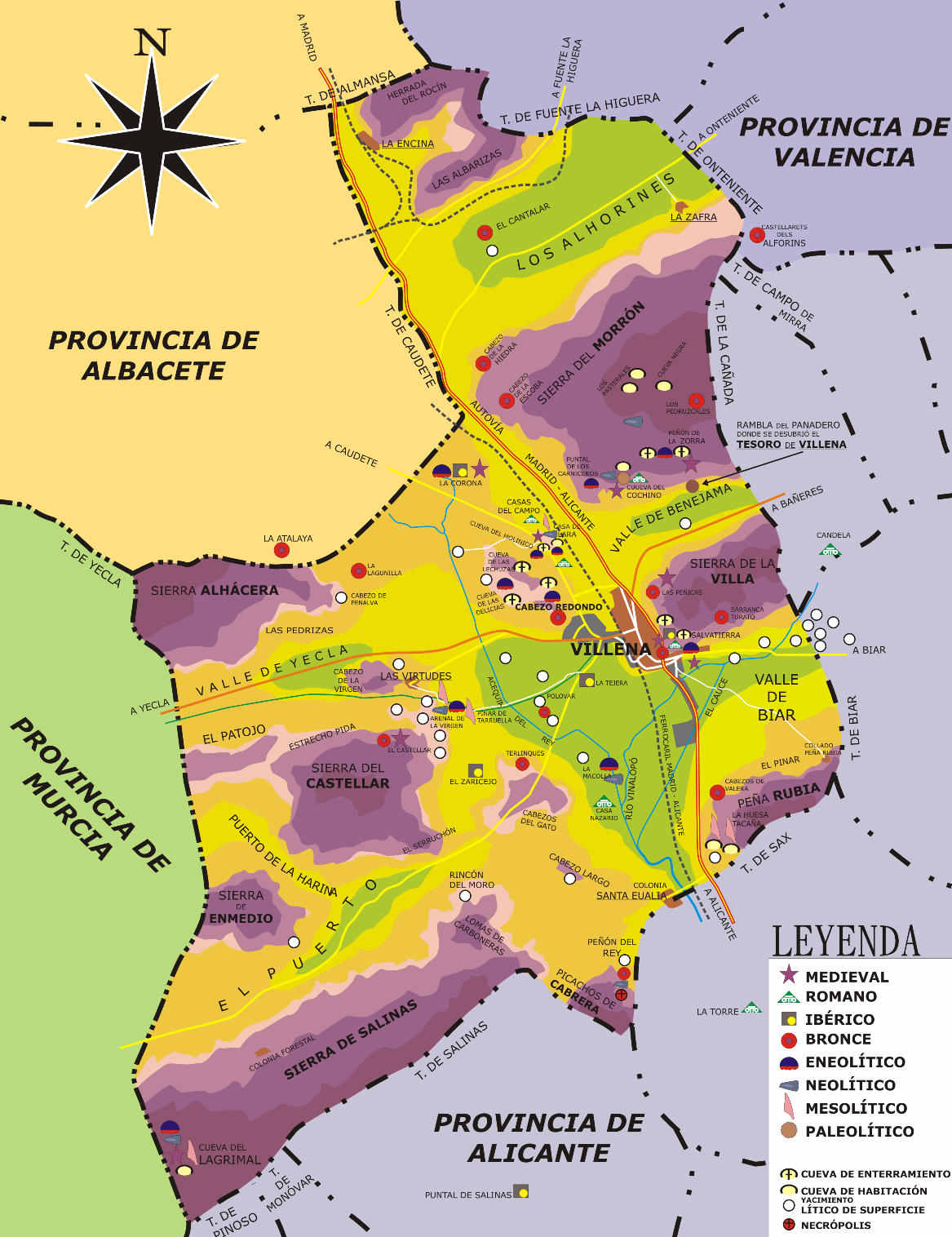
Vestigios arqueológicos hallados en el término de Villena.

El Cabezo Redondo es un yacimiento arqueológico de la Edad del Bronce que se encuentra en un cabezo a 2 km de Villena (Alicante). No se trata de una aldea, sino de un verdadero centro comarcal que estuvo habitado entre los años 1500 y 1100 a. C. y perteneció probablemente a la cultura argárica. Se especula que las primeras investigaciones las llevó a cabo Juan Vilanova i Piera hacia 1870, aunque fue el arqueólogo José María Soler quien empezó a estudiarlo sistemáticamente en 1959 después del descubrimiento de varias piezas de metal (oro, plata, cobre, etc.), llegando en 1963 el hallazgo del Tesorillo del Cabezo Redondo, que se conserva en el Museo Arqueológico de Villena. Ya entonces, gran parte del yacimiento se había perdido debido a las canteras de yeso existentes en la zona, aunque desde ese año se ha protegido y estudiado el área restante. En los últimos años, la Universidad de Alicante, junto con la de Valencia y Granada, lleva a cabo unas jornadas anuales dirigidas por Mauro S. Hernández Pérez y ayudado por Gabriel García Atiénzar y Virginia Barciela para seguir excavando y estudiando el yacimiento.[cita requerida] Fue incluido en el Conjunto Histórico-Artístico de Villena y declarado terreno de utilidad pública en 1968.  En 2020 el área del Cabezo Redondo se segregó del conjunto de la ciudad y se declaró como bien de interés cultural independiente. En el año 2010 comenzó su rehabilitación integral, que tras una primera fase continua con vistas a la apertura de Centro de Interpretación y Recepción de Visitantes.

## Características
El yacimiento en su origen debía de tener un tamaño considerablemente grande, extendiéndose por todo el cerro. Se cree que aquí se concentró la población de varios otros pequeños poblados y aldeas que existieron alrededor de la antigua laguna de Villena, ya que su fisonomía es distintiva de una capital comarcal debido a su posición central, su extensión, el urbanismo desarrollado, la densidad de población y las intensas actividades agrícolas, ganaderas, metalúrgicas y textiles desarrolladas allí.
Las casas se adosan unas a otras a modo de manzanas separadas por calles estrechas y empinadas, por las que también discurría el agua. Las paredes de las casas solían estar enlucidas de rojo o blanco y en el interior solía aparecer un banco adosado a una de las paredes. Junto a estos banco se encontraban los hornos para trabajar el metal o el barro y los hogares para hacer la comida. El techo de las casas era plano y estaba ligeramente inclinado siguiendo la pendiente de la ladera. Se sostenía mediante postes de madera, algunos de los cuales todavía se conservan.
Las reconstrucciones y remodelaciones en el tamaño y formas de la mayoría de las casas se explican por los abundantes incendios, favorecidos por la abundancia de materia orgánica en el interior de las casas, así como por la fragilidad de las paredes y los techos.
Las cerámicas halladas en el yacimiento son de gran calidad, alguna de ellas de compleja decoración. Las características de los objetos de hueso, de piedra, o de metal, entre los que destacan los cuchillos y hachas de bronce y los adornos del mismo metal o de oro y plata, indican ante una cultura prehistórica, pero nada primitiva. Aunque se desconocía la escritura se poseía un elevado grado de desarrollo tecnológico y social.
Los enterramientos, se han encontrado situados bajo las casas y acompañados de un rico ajuar. Unos se colocan en el interior de grandes vasijas, otros en una fosa, en ocasiones rodeada de piedra, o en pequeñas cuevas.

## Principales hallazgos

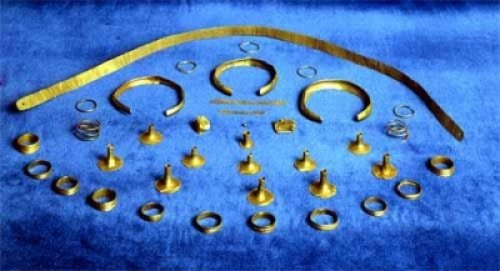
Conjunto del Tesorillo del Cabezo Redondo.

- Tesorillo del Cabezo Redondo: Compuesto de 35 piezas de adorno personal (una diadema, anillos, brazaletes, colgantes, cuentas de collar, espirales, cintillas y un pequeño lingote de oro) que alcanzan los 150 g de peso.
- Telar de la Edad del Bronce: Se ha recuperado un telar y 48 pesas del mismo en la campaña veraniega del 2008, así como distintos fragmentos de pesas que permiten señalar que los telares prehistóricos eran verticales, y que las pesas servían para tensar.[6]
- Tesoro de Villena: Aunque no se halló en el Cabezo Redondo, sino en la Rambla del Panadero, 5 km al este del poblado, la cronología, su parecido al Tesorillo, y la vasija en que se halló parecen indicar que fue un ocultamiento realizado por alguno de los pobladores del Cabezo Redondo.